# Tour de France Automobile 1985
Tour de France Automobile 1985 (44. Tour de France Automobile) – 44. edycja rajdu samochodowego Tour de France Automobilen rozgrywanego we Francji. Rozgrywany był od 21 do 24 września 1985 roku. Była to czterdziesta trzecia runda Rajdowych Mistrzostw Europy w roku 1985 (rajd miał najwyższy współczynnik - 4) oraz dziewiąta runda Rajdowych mistrzostw Francji.

## Klasyfikacja rajdu
| Miejsce                                          | Kierowca                                         | Pilot                                            | Samochód                                         | Czas                                             | Strata                                           |                                                  |
| Klasyfikacja generalna, ERC i mistrzostw Francji | Klasyfikacja generalna, ERC i mistrzostw Francji | Klasyfikacja generalna, ERC i mistrzostw Francji | Klasyfikacja generalna, ERC i mistrzostw Francji | Klasyfikacja generalna, ERC i mistrzostw Francji | Klasyfikacja generalna, ERC i mistrzostw Francji | Klasyfikacja generalna, ERC i mistrzostw Francji |
| ------------------------------------------------ | ------------------------------------------------ | ------------------------------------------------ | ------------------------------------------------ | ------------------------------------------------ | ------------------------------------------------ | ------------------------------------------------ |
| 1.                                               | Jean Ragnotti                                    | Pierre Thimonier                                 | Renault Maxi 5 Turbo                             | 7:55:36                                          | 0.0                                              |                                                  |
| 2.                                               | Bernard Béguin                                   | Christian Gilbert                                | Porsche 911 SC RS                                | 8:04:31                                          | +8:55                                            |                                                  |
| 3.                                               | Maurice Chomat                                   | Didier Breton                                    | Lancia 037 Rally                                 | 8:15:40                                          | +20:04                                           |                                                  |
| 4.                                               | Jean-Pierre Ballet                               | Philippe Ozoux                                   | Porsche 911 SC RS                                | 8:33:29                                          | +37:53                                           |                                                  |
| 5.                                               | Christian Gardavot                               | Rémy Levivier                                    | Porsche 911 SC                                   | 8:36:08                                          | +40:32                                           |                                                  |
| 6.                                               | Bertrand Balas                                   | Eric Lainé                                       | Alfa Romeo Alfetta GTV6                          | 8:38:50                                          | +43:14                                           |                                                  |
| 7.                                               | Alain Oreille                                    | Sylvie Oreille                                   | Renault 11 Turbo                                 | 8:41:24                                          | +45:48                                           |                                                  |
| 8.                                               | Serge Zèle                                       | Joël Bichet                                      | Renault 5 Turbo                                  | 8:43:25                                          | +47:49                                           |                                                  |
| 9.                                               | Bernard Donguès                                  | Roselyne Prioux                                  | BMW 323i E30                                     | 9:04:04                                          | +1:08:28                                         |                                                  |
| 10.                                              | Sylvie Seignobeaux                               | Sylviane Sitarz-Bourguignon                      | Citroën Visa 1000 Pistes                         | 9:11:16                                          | +1:15:40                                         |                                                  |